# جنبش کمربند سبز
جنبش کمربند سبز (GBM) سازمانی بومی، مردمی و غیردولتی است که در نایروبی، کنیا مستقر است و با تمرکز بر حفاظت از محیط زیست، توسعهٔ جامعه و ظرفیت سازی، رویکرد جامعی را در پیش می‌گیرد. پروفسور وانگاری ماتای این سازمان را در سال ۱۹۷۷ زیر نظر شورای ملی زنان کنیا تأسیس کرد.
برطبق گزارش سالانه انجام شده در سال ۲۰۰۳، مأموریت GBM این است که آگاهی جامعه را برای تعیین سرنوشت، عدالت، برابری، کاهش فقر و حفظ محیط زیست، با استفاده از درختان به عنوان نقطه ورود بسیج کند (جنبش کمربند سبز، ۲۰۰۳، ص 6). همچنین هدف از جنبش کمربند سبز سازماندهی زنان در روستاهای کنیا برای کاشت درخت، مبارزه با جنگل زدایی، بازیابی منابع اصلی سوخت آنها برای پخت‌وپز، درآمدزایی و جلوگیری از فرسایش خاک می‌باشد. ماتای حمایت و توانمند سازی زنان را با بوم گردی و توسعه کلی اقتصادی در جنبش کمربند سبز در هم آمیخته‌ است.
از زمان آغاز جنبش وانگاری ماتای در سال ۱۹۷۷، بیش از ۵۱ میلیون درخت کاشته شده‌است، و بیش از ۳۰٬۰۰۰ نفر از زنان در جنگل‌داری، فرآوری مواد غذایی، زنبورداری و سایر مشاغل آموزش دیده‌اند که به آنها کمک می‌کند ضمن حفظ زمین و منابع، خود درآمد کسب کنند. جوامع در کنیا (اعم از زن و مرد) راغب و سازماندهی شده‌اند تا هم از تخریب بیشتر محیط زیست جلوگیری کنند و هم نواحی آسیب دیده را بازیابی کنند. مأموریت جنبش کمربند سبز «بسیج آگاهی جامعه برای تعیین سرنوشت، عدالت، برابری، کاهش فقر و حفاظت از محیط زیست، استفاده از درختان به عنوان نقطه ورود» است.

## جنبش

### بخشها، برنامه‌ها و ساختار

#### بخشها
دو بخش وجود دارد که جنبش کمربند سبز را تشکیل می‌دهد از جمله:
1. جنبش کمربند سبز کنیا (GBM کنیا)
2. جنبش کمربند سبز بین‌المللی (GBMI).

#### مناطق اصلی کانونی
جنبش کمربند سبز در پنج ناحیه اصلی فعالیت می‌کند؛ معروف به «نواحی اصلی»
- جنبش کمربند سبز